# José García Hernández
José García Hernández   (Guadalajara, 19 de març de 1915 - Madrid, 5 de febrer de 2000) fou un advocat i polític espanyol, que va ser ministre de Governació i vicepresident espanyol entre el 3 de gener del 1974 i el 12 de desembre del 1975.

## Biografia
Va presidir la Diputació Provincial de Guadalajara (1941-1946) i va ser Governador Civil de Lugo (1947-1949) i Las Palmas (1949-1951), càrrec aquest darrer que substituí per la Direcció General d'Administració Local.
El gener de 1974 fou nomenat Ministre de Governació i Vicepresident del Govern per Carlos Arias Navarro, el qual havia coincidit amb ell en l'etapa en què tots dos eren Governadors Civils.
La seva gestió al capdavant del Ministeri de la Governació va caracteritzar-se per un enduriment de l'autoritarisme, marcat per les execucions de Salvador Puig Antich i Heinz Chez (1974) i Angel Otaegi Etxeberria, Xosé Humberto Baena Alonso, Ramón García Sanz, José Luis Sánchez Bravo i Jon Paredes Manot (1975). Aquests darrers varen ser processats i condemnats seguint un decret llei antiterrorista publicat pel seu Ministeri que autoritzava la celebració de consells de guerra sumaríssims contra civils per accions armades contra el règim.
Fou destituït al desembre del 1975 quan va constituir-se el primer govern de la Monarquia i succeït per Manuel Fraga Iribarne. Conseller-delegat del Banco Exterior de España, durant uns mesos del 1976 i 1977 n'ocupà la presidència. El 1978 presidia el consell d'administració de Naviera de Canarias S.A.